# Incendio de la Prisión de Evin

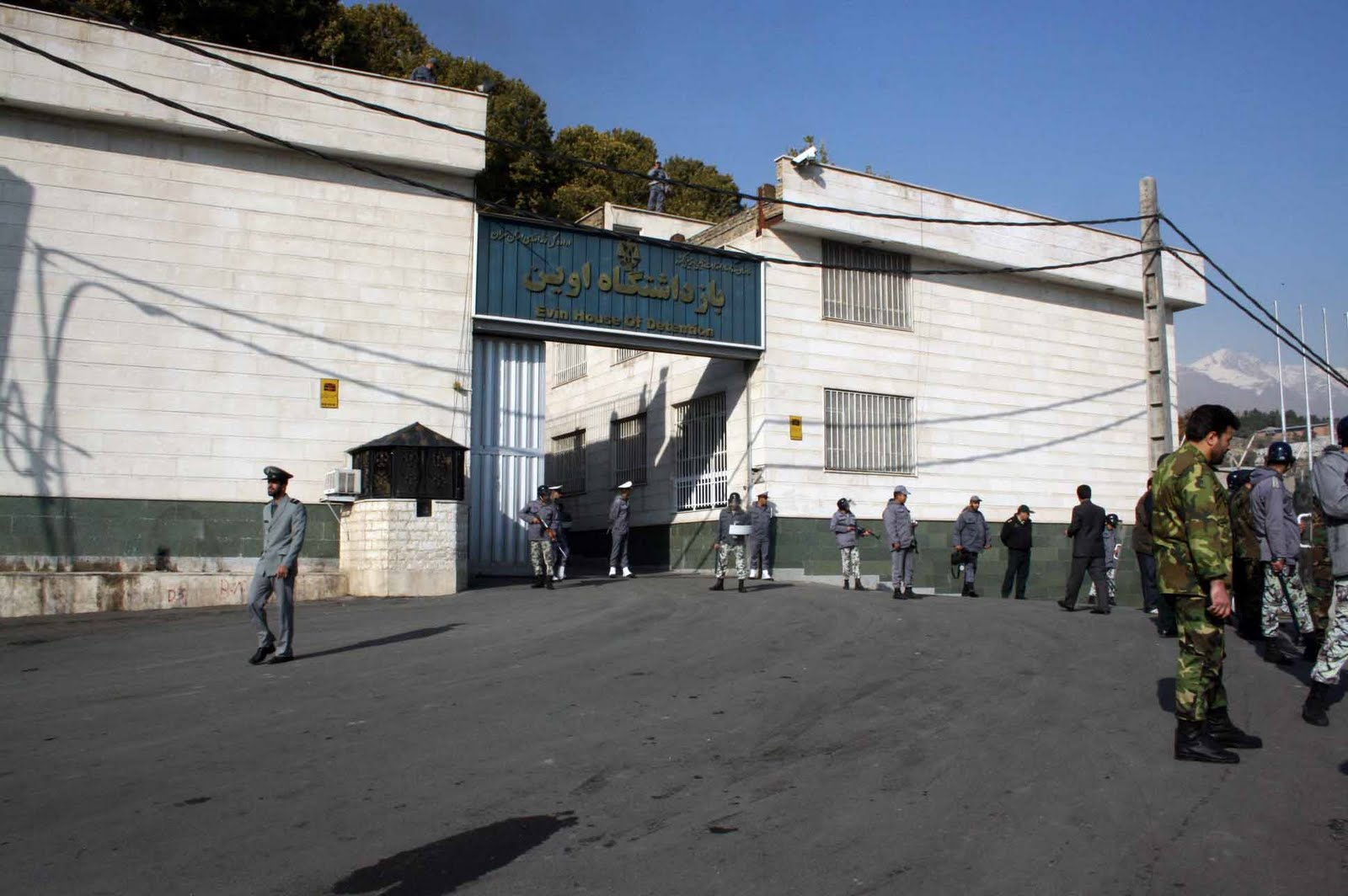
Prisión de Evin

El 15 de octubre de 2022, empezando alrededor de las 10:00 hora local, sucedieron una serie de incidentes que incluyeron un incendio, explosiones y tiroteos automáticos en la prisión de Evin en Teherán, Irán, que continuaron hasta la madrugada del 16 de octubre de 2022. Al menos cuatro reclusos murieron y otros 61 resultaron heridos según el Régimen Islámico. Sin embargo, una reportera de IRIB afirmó que 40 personas murieron antes de corregirse.

## Fondo
Se sabe que la prisión de Evin alberga a activistas políticos y periodistas, así como a ciudadanos con doble nacionalidad y extranjeros.